# Бодон
Бодо́н — село в Баргузинском районе Бурятии. Входит в сельского поселения «Сувинское».

## География
Расположено в 9 км к северо-востоку от центра сельского поселения, села Суво, на левом берегу речки Бодон, в 1,5 км юго-восточнее автодороги местного значения Усть-Баргузин — Уро — Майский.

## Население
| 2002 | 2010 |
| ---- | ---- |
| 350  | ↘234 |

## Инфраструктура
Дом культуры, библиотека, фельдшерско-акушерский пункт.

## Экономика
Заготовка и переработка древесины, крестьянско-фермерские хозяйства.